# 凡尔赛圣母堂

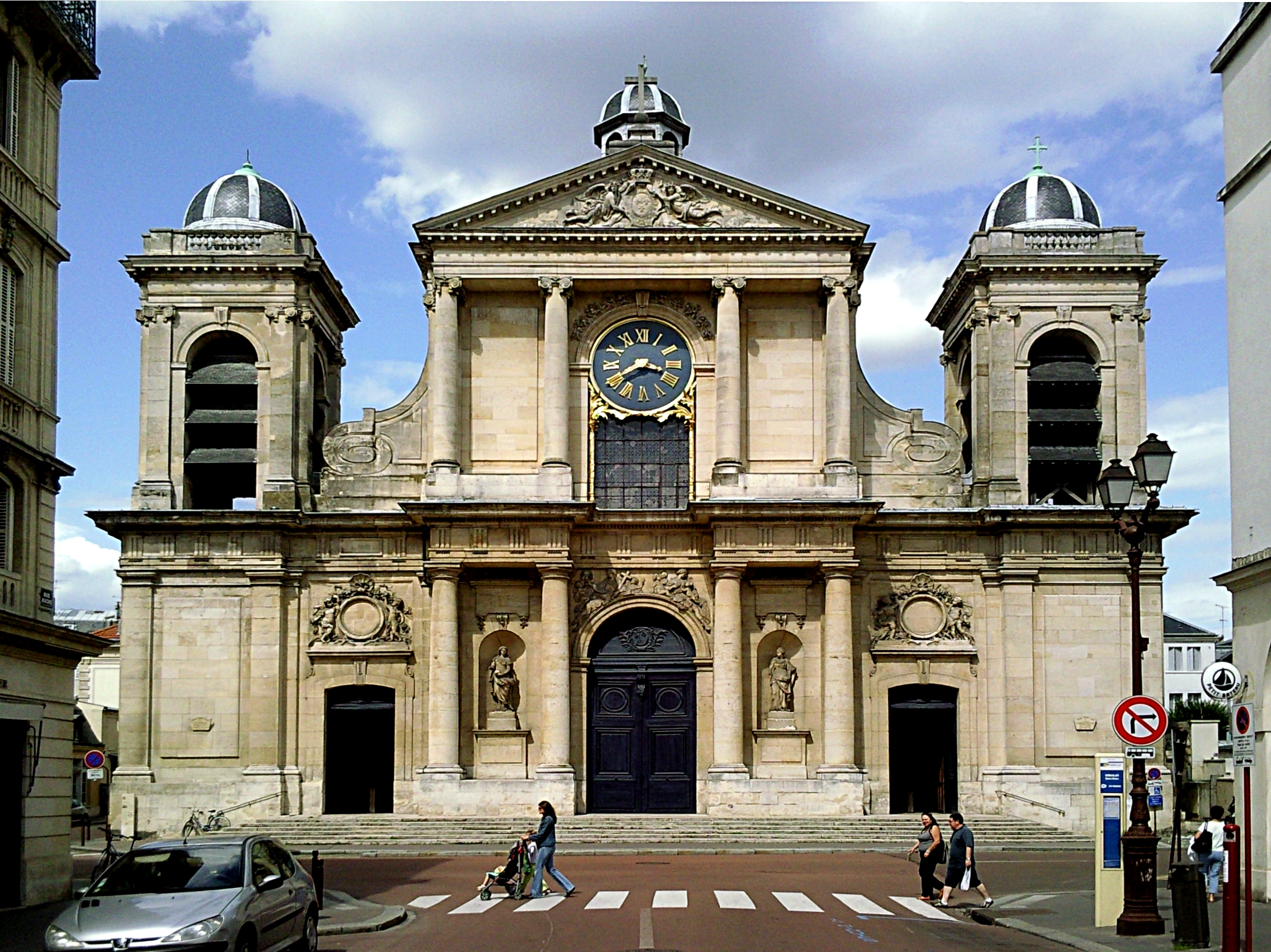
西立面

凡尔赛圣母堂（法語：Église Notre-Dame de Versailles）是法国伊夫林省凡尔赛镇的一座本堂区圣堂，位于本堂区街（Rue de la Paroisse）。

## 历史

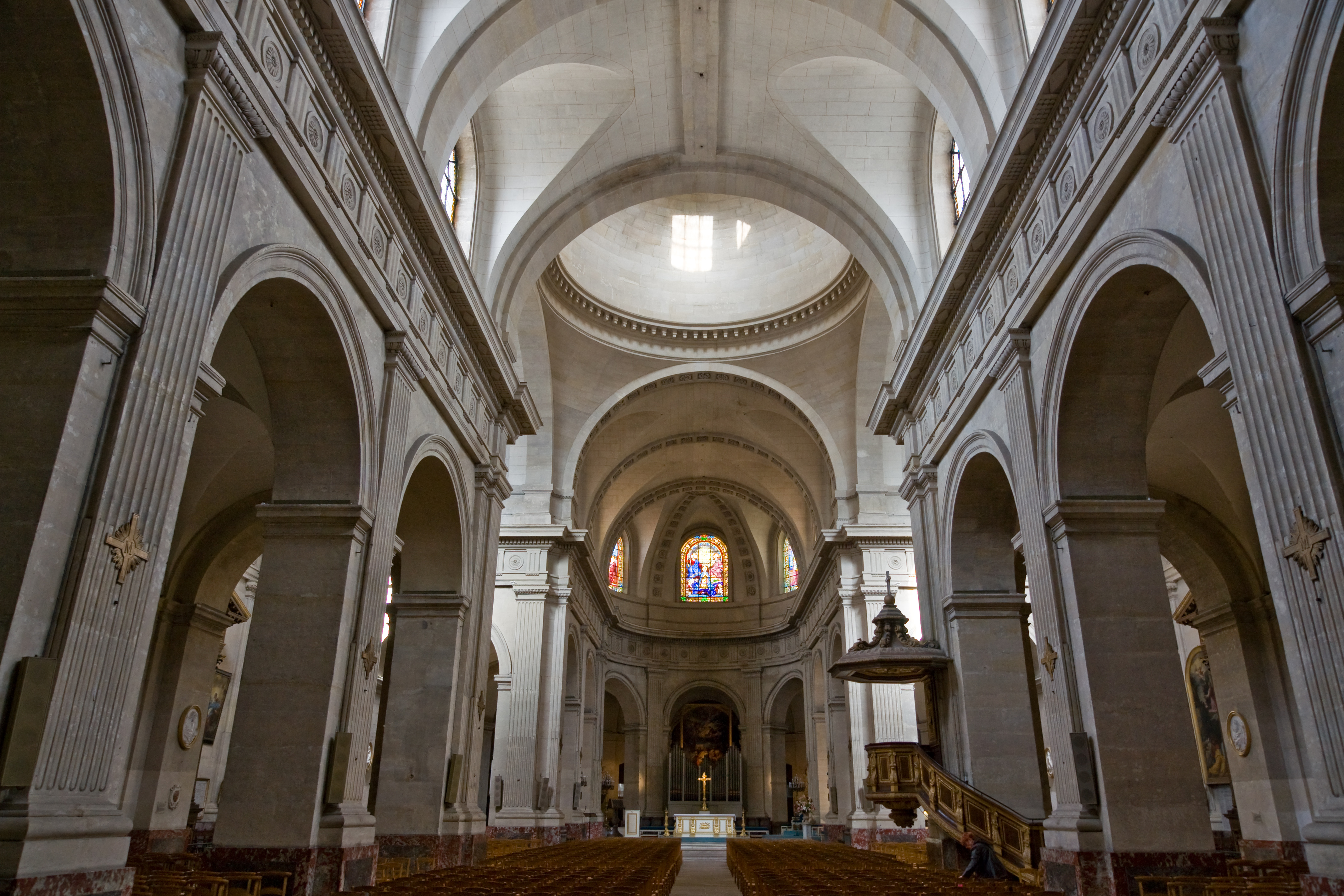
室内

该教堂系路易十四下令修建，新古典主义风格，建筑师儒勒·阿尔杜安 - 芒萨尔，于1686年10月30日祝圣。其本堂区范围包括凡尔赛宫，因此为法国王室的洗礼，婚礼和葬礼地点。
1791年，该教堂升格为主教座堂，但在1793年改为理性庙。法国大革命后，凡尔赛主教选择圣路易堂作为主教座堂（即目前的凡尔赛圣路易主教座堂）。
2005年8月4日，该教堂被列为法国历史古迹。

## 公墓
圣母公墓由该教堂建立于1777年，占地三公顷。除了大量的贵族、修士以及艺术或历史名人的墓葬之外，还有1870年普法战争期间阵亡普鲁士军队士兵的墓地。